# نادي المدينة (العراق)
نادي المدينة الرياضي هو فريق كرة قدم عراقي مقره في البصرة، تم تأسيسه عام 2000، يلعب في الدوري العراقي الدرجة الثالثة.

## روابط خارجية
- نادي المدينة على Goalzz.com
- أندية العراق - تواريخ التأسيس